# サンテール委員会
サンテール委員会（サンテールいいんかい、1995年1月23日 - 1999年3月15日）はルクセンブルク元首相のジャック・サンテールを委員長とする欧州委員会。
委員会は20人の委員で構成され、ユーロの導入を取り仕切ったが、不正の告発を受けて任期途中で史上初の委員会総辞職をした。プローディ委員会が正式に発足するまでマヌエル・マリンを委員長代行とし、サンテール委員会の一部の委員でなる暫定委員会が組織された。

## 任命
1994年、ジャック・ドロールは欧州委員会委員長としての輝かしい業績を残し、任期を終えて退任した。ところがドロールの連邦主義的な姿勢は多くの加盟国政府にとって好ましくないものととらえられていた。このため、当時のベルギーの首相ジャン＝リュック・デハーネが委員長候補に推薦されると、イギリス政府はデハーネの連邦主義的な思想に対して難色を示し、委員長候補の指名について拒否権を行使した。その後当時ルクセンブルクの首相を務めていたサンテールが、かつて欧州連合 (EU) の3つの柱構造を提唱していたことから、連邦主義的な色が薄いと見られており、サンテールは委員長候補に指名され、1994年7月15日に欧州議会の承認を受けた。このような背景があったことからサンテールは2番手候補と見られ、サンテールの地位を低下させることにつながった。このことについては欧州議会での承認の是非を問う投票の結果で、過半数をかろうじて上回る程度にとどまったことが示している。しかしサンテールはほかの委員の人事でこの不利な状況を乗り切った。前年に発効したマーストリヒト条約において委員長の人事権は強化されていたのである。1995年1月18日、欧州議会は新委員会について賛成416票、反対103票で承認し、1月23日に欧州連合理事会によって正式に任命された。

## 初期
サンテール委員会は2000年に調印されるニース条約の策定や、2004年の東欧への拡大、1997年のアムステルダム条約の調印を取り仕切った。
とりわけユーロ導入に向けた働きやイヴ＝ティボー・ドュ・シルギーの作業に基づく緑書の発行が特筆される。また委員会はユーロ記号も定め、ユーロは1999年1月1日に導入された。サンテール委員会はドロールの重要な社会政策課題を引き継ぎ、失業問題といった分野で精力的に活動した。また共通農業政策の改革を提唱したが、欧州議会から委員会の運営に対して非難を受けて権威を失っていった。

## 予算に関する論争
毎年のEUの予算は欧州会計監査院の報告を受けて欧州議会の承認を受ける必要があるが、かつて1984年に予算案が拒否されたということがある。1998年末にかけて欧州議会の予算監督委員会は、1996年の EU 予算に関して、欧州委員会が不当な運営をしていたことについての質問に回答しなかったことを傲慢であると判断し、この予算執行の是認を拒否していた。欧州委員会職員で内部告発をしたパウル・ヴァン・ビュイッテンネンは欧州議会に対して、広範にわたる不正とその隠蔽を訴える次のような告発文書を送付している。
"I found strong indications that . . . auditors have been hindered in their investigations and that officials received instructions to obstruct the audit examinations . . . The commission is a closed culture and they want to keep it that way, and my objective is to open it up, to create more transparency and to put power where it belongs - and that's in the democratically-elected European Parliament."
（日本語訳）私は（略）監査官が査察を妨害され、また職員が監査を妨害するよう指示を受けていたという強い徴候を見つけた。（略）欧州委員会は閉鎖的な体質を持ち、またそれを保持したいと考えているが、私の目的はそのような体質を開放的なものに、透明性を確保できるようにし、本来あるべき権限を正常なものにしたい、すなわち民主的に選ばれた欧州議会に本来の権限を持ってもらいたいのです。
これに対して欧州委員会は審理中の詳細を公表したとして50%の減給処分とした。
ところが予算監督委員会は12月11日に、問題の予算執行について、賛成14、反対13という結果で支持し、本会議においても承認を求めることとなった。その4日後に本会議で議論されるが、指定された予算監督委員会の報告者が、公然と委員会での議論と反対の立場へ移り本会議で承認動議を否決するよう求めた。サンテールはこの承認動議の採択は欧州委員会に対する信任投票として受け止めるという声明を発表したが、1998年12月17日、欧州議会は承認を拒否した。
これを受けて欧州議会は欧州委員会に対して不信任を突きつけたに等しいとして、欧州社会党党首ポーリン・グリーンは不信任決議案を提出すると発表した。しかし、欧州社会党は信任動議に対する方策がないとして自ら提出した不信任案に反対票を投じた。この間、欧州議会には加盟国政府からの反対圧力が増大し、欧州社会党は政党として欧州委員会を支持、欧州人民党は欧州委員会に対する支持を取りやめ、事実上野党に転落した。これはエディット・クレッソンやマヌエル・マリンという、ともに欧州社会党の欧州委員会委員に対して告発が集中していたということが挙げられているためである。また1999年の欧州議会議員選挙に向けて欧州社会党の信頼を落とすことを目的とした欧州人民党の目論見であるという一部の見方もある。ともあれ欧州人民党は主導権を持ち続けることを躊躇し、欧州議会における最大会派である同党は不正告発を支持した。2つの会派からあげられた議案はそれぞれ異なる立場を表しており、欧州人民党は不正を行ったとされる個別の委員の責任を問うものであるのに対して、欧州社会党は、欧州委員会が同党の委員がいるほかに、委員長をはじめ欧州人民党に所属する委員がいることもあって、このような委員も合わせて辞任させようと、委員会全体としての責任を強調するものとなっていた。そこで欧州社会党は欧州委員会の不正行為の調査を行う独立専門家委員会の設置を目的とした決議案を提唱した。

## 総辞職
このような協議や、加盟国が欧州議会議員に対して働きかけを行ったことを受けて、欧州議会は1999年1月14日に決議案への投票がなされ、欧州社会党が提出していた案が可決、不信任決議案は反対293、賛成232で否決された。そこで独立専門家委員会が立ち上げられ、専門家委員会の委員は均衡を図るために欧州議会と欧州委員会の代表者によって任命された。多くの有識者が任命され、サンテールも専門家委員会の調査結果に対応することで合意した。専門家委員会は1999年3月15日に報告書を取りまとめ、欧州委員会と欧州議会に提出した。そこではクレッソンを除いてほとんどの欧州委員会委員の概ねの潔白を示したが、一部委員には職責に対する意識が欠如してきており、「次第にほんのわずかの責任感も見受けられなくなるだろう」という結論を出している。
この報告書が発表され、欧州社会党は欧州委員会に対する支持を中止し、ほかの会派と同様に欧州委員会が自らの判断で総辞職しなければ、欧州議会が総辞職を迫ることになると表明した。これを受けて3月15日夜、サンテールは委員会の総辞職を表明した。辞任の翌朝、周囲が諌めるのを押し切って、サンテールは独立専門家委員会の下した結論に対して反論を展開した。報告書では欧州社会党に所属する委員の非難にとどまらず、サンテール委員会自体の業績に対しても批判をしていたのである。また報告書では、欧州議会や欧州委員会委員長は個別の欧州委員会委員を解任することができず、それが可能であるのは加盟国政府だけであるということも示している。フランス政府は自らの辞任することを拒否していたクレッソンの解任を拒否し、このため選択肢が総辞職しかなかったのである。欧州委員会委員マリオ・モンティはサンテール委員会が総辞職したのは、委員会全体の責任を問われたためではなく、特定の委員が自らの責任を認めなかったためであると述べて非難している。その後エディット・クレッソンは欧州司法裁判所に告訴され、2006年7月に恩給が没収されることはなかったが、有罪判決が下された。

## 影響
議会の各会派の指導者はこの政治上の難題の解決を選挙での宣伝に活用しようとし、結果投票率は前回を下回り、欧州議会に対する認識が低下した。この点についてサンテール委員会の総辞職は過剰なメディアの姿勢を招き、欧州議会は現在ではこの事件を「ドラマティック」と見ている。専門家委員会の報告書もまたあまり利用しにくい書式で欠かれており、サウンドバイトが多く使われている。さらにこの事件は欧州理事会から欧州議会に対して権限の行使を求める風潮を強めることになり、理事会は直近の欧州議会議員選挙の結果を受けて新たな欧州委員会の委員候補を選出することにした。またこの件では欧州議会内の政党間競争が活発になり、執行機関と立法機関という両者の関係の間で議会制度の発展をもたらすことになった。実際に、欧州議会の2つの主要な政党に加盟国政府が反対的な圧力を加えてしまったがために事態は悪化し、結局は欧州委員会の崩壊を招いてしまったのである。
マリン暫定委員会の後を受けたプローディ委員会は、不正行為に対して厳格な態度で臨むということを表明した。欧州議会からの働きかけもあって、欧州委員会はただちに欧州不正対策局 (OLAF) を設立、1988年に設置され、その機能を果たせていないとみなされていた不正対策調整部 (UCLAF) と置き換えた。 OLAF はその権限や独立性が強化されており、特に調査については欧州委員会から自立したものとなっている。またサンテール委員会に加わっていた、フランツ・フィッシュラー、エリッキ・リーカネン、マリオ・モンティ、ニール・キノックは続けてプローディ委員会でも委員に任命され、プローディ委員会では必要とされた制度改革の担当にあてられた。

## 委員
所属政党   [ 9 ] 左派 (PES) - [ 2 ] 中道 (ELDR) - [ 7 ] 右派 (EPP/ED/AEN) - [ 2 ] 無所属
| 担当分野                                      | 委員                             | 出身国         | 所属政党   |
| --------------------------------------------- | -------------------------------- | -------------- | ---------- |
| 委員長                                        | ジャック・サンテール             | ルクセンブルク | CSV EPP    |
| 副委員長 対外関係担当                         | レオン・ブリットマン             | イギリス       | Con. ED    |
| 副委員長 地中海南岸・ラテンアメリカ・中東担当 | マヌエル・マリン                 | スペイン       | PSOE PES   |
| 域内市場・サービス担当                        | マリオ・モンティ                 | イタリア       | 無所属     |
| 農業・農村開発担当                            | フランツ・フィッシュラー         | オーストリア   | OVP EPP    |
| 競争担当                                      | カレル・ヴァン・ミールト         | ベルギー       | SP PES     |
| 経済・金融担当                                | イヴ＝ティボー・ドュ・シルギー   | フランス       | 無所属     |
| 雇用・社会問題担当                            | ポーリック・フリン               | アイルランド   | FF AEN     |
| 消費者保護・保健担当                          | エンマ・ボニーノ                 | イタリア       | TRP ELDR   |
| 環境担当                                      | リッツ・ジェレガード             | デンマーク     | SD PES     |
| 産業、情報・通信技術担当                      | マルティン・バンゲマン           | ドイツ         | FDP ELDR   |
| 運輸担当                                      | ニール・キノック                 | イギリス       | Labour PES |
| エネルギー、観光担当                          | フリストス・パプツィス           | ギリシャ       | PASOK PES  |
| 移民、司法・内務担当                          | アニタ・グラディン               | スウェーデン   | SDWP PES   |
| 予算、人事・総務担当                          | エリッキ・リーカネン             | フィンランド   | SDP PES    |
| 地域政策担当                                  | モニカ・ヴルフ＝マティーズ       | ドイツ         | SPD PES    |
| 研究・科学・技術担当                          | エディット・クレッソン           | フランス       | PS PES     |
| 中東欧関係担当                                | ハンス・ヴァン・デン・ブルック   | オランダ       | CDA EPP    |
| アフリカ・カリブ海・太平洋諸国関係担当        | ジョアン・デ・デウス・ピニェイロ | ポルトガル     | PSD EPP    |
| 欧州議会、文化、メディア担当                  | マルセリノ・オレハ               | スペイン       | PP EPP     |